# CSHC Fenestela 68
Háromszéki Ágyúsok este un club de hochei pe gheață din Târgu Secuiesc, România, care evoluează în Liga Națională de hochei. Echipa a fost înființată sub numele de ACSHC Fenestela 68, cu scopul de a promova hocheiul pentru următoarele generații.
Echipa de hochei Háromszék a fost fondată în Târgu Secuiesc, în urma fuziunii dintre cluburile de hochei pe gheață Bikák din Târgu Secuiesc și cluburile de hochei pe gheață Királypingvinek din Sfântu Gheorghe cu scopul de a pune Háromszék pe harta hocheiului. Echipa este formată din 95% jucători secui.